# قسم ديباج الريفي (مقاطعة درغز)
قسم دیباج الريفي (بالفارسية: دهستان دیباج) هي قسم تقع في إيران في خراسان رضوي. يقدر عدد سكانها بـ 3,297 نسمة .